# V.League Top Match 2016 (maschile)
Il V.League Top Match 2016 si è svolto dal 15 al 17 luglio 2016: al torneo hanno partecipato una squadra di club cinese, una squadra di club giapponese e una squadra di club sudcoreana; la vittoria finale è andata per la seconda volta agli Hyundai Skywalkers.

## Regolamento
Si affrontano i club campioni o in rappresentanza della V.Premier League, della V-League e della Chinese Volleyball League dando vita a un round-robin.

## Partecipanti
| Squadra            | Qualificazione                               | Ultima partecipazione   |
| ------------------ | -------------------------------------------- | ----------------------- |
| Hyundai Skywalkers | Rappresentante V-League 2015-16              | V.League Top Match 2009 |
| JTEKT Stings       | Rappresentante V.Premier League 2015-16      | Debutto                 |
| Shanghai           | Vincitrice Chinese Volleyball League 2015-16 | Debutto                 |

## Torneo

### Risultati
| 15 luglio 2016 Gyeyang Gymnasium, Incheon Durata: 1h:26 - Spettatori: 1 405 | Hyundai Skywalkers | 3 - 0 | JTEKT Stings | 25-21, 25-18, 25-22              |
| 16 luglio 2016 Gyeyang Gymnasium, Incheon Durata: 1h:41 - Spettatori: 464   | Shanghai           | 1 - 3 | JTEKT Stings | 15-25, 25-16, 23-25, 22-25       |
| 17 luglio 2016 Gyeyang Gymnasium, Incheon Durata: 2h:09 - Spettatori: 2 265 | Hyundai Skywalkers | 3 - 2 | Shanghai     | 25-23, 25-19, 22-25, 22-25, 15-8 |

### Classifica
| Pos | Squadra            | Pt | G | V | P | SV | SP | Ratio | PF | PS | Ratio |
| --- | ------------------ | -- | - | - | - | -- | -- | ----- | -- | -- | ----- |
| 1   | Hyundai Skywalkers | 2  | 2 | 2 | 0 | 6  | 2  | 3.000 | -  | -  | -     |
| 2   | JTEKT Stings       | 1  | 2 | 1 | 1 | 4  | 3  | 1.333 | -  | -  | -     |
| 3   | Shanghai           | 0  | 2 | 0 | 2 | 3  | 6  | 0.500 | -  | -  | -     |

## Premi individuali
| Premio                 | Giocatrice    | Squadra            |
| ---------------------- | ------------- | ------------------ |
| MVP                    | Moon Sung-min | Hyundai Skywalkers |
| Most Impressive Player | Shiro Furuta  | JTEKT Stings       |